# Adolf Weiss
Adolf Weiss (Munique, 15 de fevereiro de 1917 – 13 de fevereiro de 1996, Munique) foi um piloto alemão da Luftwaffe durante a Segunda Guerra Mundial. Voou em mais de 900 missões de combate. Depois do final da guerra entrou para a Bunderwehr, tendo saído em 1969 com o posto de Stabsfeldwebel.